# 東京歯科大学市川短期大学
東京歯科大学市川短期大学（とうきょうしかだいがくいちかわたんきだいがく 英語:Ichikawa Junior College of the Tokyo Dental College）または市川短期大学（いちかわたんきだいがく）は、千葉県市川市菅野1910において1950年に設置される計画のあった日本の私立短期大学である

## 概要
- 戦後に発行された、学校に関する資料にその記載がある。但し、短期大学名と設置予定の場所のみが記載されている程度であり、不明な部分が多い[2]。但し、国立国会図書館の検索結果[5]、および東京歯科大学を含めた私立歯科大学4校が短期大学化をはかっていた旨の記載がある[6]ことから、東京歯科大学が関係していることが判明している[4][7]。1949年10月15日付けで文部省[注 2]に設置認可の申請を行うも、結局は実現せずに終わった。なお、市川市菅野には現在、東京歯科大学市川総合病院が立地している。

## 設置予定学科
- 応用理学科[8] 入学定員120名[1]
- 教育科[8] 入学定員80名[1]

## 教職課程
- 中学校教諭二級免許状（数学）（理科）を設置する構想があった[9]